# Empresa Provincial de Energía de Córdoba
La Empresa Provincial de Energía de Córdoba Sociedad Anónima (EPEC S.A.) es una empresa estatal argentina, que distribuye, transporta y genera energía eléctrica en la Provincia de Córdoba. 
La empresa cubre el servicio en 168.727 km² y 3.024.848 habitantes con 3.231 empleados, 792.654 suministros, 57 Oficinas comerciales, 9 Delegaciones de Zona y 37 Distritos (datos al 19 de febrero de 2008).
Actualmente EPEC S.A. es una de las distribuidoras integrantes de ADEERA, la asociación que nuclea a las distribuidoras de energía eléctrica de Argentina. Se encuentra conformada por empresas públicas, privadas y cooperativas de 23 provincias incluyendo CABA.

## Historia
La electricidad en Córdoba tuvo sus orígenes a fines del siglo XIX. La generación y distribución de electricidad en la capital de la provincia estaba a cargo de la Compañía de Luz y Fuerza de Córdoba (constituida en 1896) y la Compañía General de Electricidad de Córdoba (que comenzó su actividad en 1909). En la ciudad de Villa María, el servicio eléctrico era provisto por la Compañía Central Argentina.
Creada el 31 de diciembre de 1952, de acuerdo a la ley N.º 4358, con vigencia a partir del 1 de abril de 1953, la cual fusionó los dos organismos que fueron los proveedores de energía hasta entonces (la Dirección General de Energía Eléctrica dependiente del Ministerio de Obras Públicas provincial y el Servicio Público de Electricidad de Córdoba).
El 6 de septiembre de 1991 fue asesinado  a balazos el exdecano de la Facultad Regional Córdoba de la Universidad Tecnológica Nacional (UTN), y directivo de EPEC, Regino Maders. La abogada de la familia Maders denunció al exvicegobernador y diputado nacional por la UCR Mario Negri por el crimen, pero fue desestimada por falta de pruebas. Semanas antes Maders había efectuado una denuncia pública sobre supuestos ilícitos en la EPEC durante el gobierno del radical Eduardo Angeloz, quien sería señalado como supuesto autor intelectual del crimen.
El 8 de abril de 2025 el gobernador Llaryora firmó un decreto para que pase a ser denominada Sociedad Anónima.